# 요시다 마사키
요시다 마사키(일본어: 吉田 正樹, 1984년 4월 10일 ~ )는 일본의 전 축구 선수이다.

## 구단 경력
과거 요코하마 FC, 도쿄 베르디, 마쓰모토 야마가 FC, FC 류큐에서 활동하였다.